# Jangjangi nemzetközi repülőtér
A Jangjangi nemzetközi repülőtér (IATA: YNY, ICAO: RKNY) Dél-Korea egyik nemzetközi repülőtere, amely Jangjang megyében található. Éves utasforgalma 384 642 fő (2022). Üzemeltetője a Korea Airports Corporation.

## Futópályák
A repülőtér futópályái:
- 15/33 (2500 m, aszfalt)

## Légitársaságok és úticélok
| Légitársaság     | Célállomások                                                                              |
| ---------------- | ----------------------------------------------------------------------------------------- |
| Fly Gangwon      | Clark, Da Nang, Hanoi, Ho Chi Minh City, Jeju, Kaohsiung, Taichung, Taipei–Taoyuan, Yeosu |
| Loong Air        | Hangzhou, Ningbo                                                                          |
| VietJet Air      | Charter: Hanoi                                                                            |
| Yakutia Airlines | Szezonálisl: Vladivostok                                                                  |

## Forgalom
Az utasforgalom az elmúlt években az alábbi módon változott:
| Utasok száma | 217 115 | 114 342 | 51 547 | 8930 | 23 354 | 237 538 | 88 704 | 37 671 | 238 748 | 384 642 |
|              | 2002    | 2004    | 2006   | 2010 | 2012   | 2014    | 2016   | 2018   | 2020    | 2022    |